# Magyarország a 2024-es fedett pályás atlétikai világbajnokságon
Magyarország a skóciai Glasgow-ban megrendezett 2024-es fedett pályás atlétikai világbajnokság egyik részt vevő nemzete volt, tíz sportolóval képviseltette magát.

## Eredmények

### Férfi
| Versenyző      | Versenyszám | Előfutam | Előfutam | Előfutam | Elődöntő | Elődöntő | Elődöntő | Döntő   | Döntő    |
| Versenyző      | Versenyszám | Idő      | Hely.    | Össz.    | Idő      | Hely.    | Össz.    | Idő     | Helyezés |
| -------------- | ----------- | -------- | -------- | -------- | -------- | -------- | -------- | ------- | -------- |
| Molnár Attila  | 400 m       | 46,52    | 1.       | 5.       | 46,08    | 3.       | 5        | 46,11   | 5.       |
| Vindics Balázs | 800 m       | 1:47,83  | 3.       | 19.      | kiesett  | kiesett  | kiesett  | kiesett | kiesett  |
| Szeles Bálint  | 60 m gát    | 7,86     | 6.       | 32.      | kiesett  | kiesett  | kiesett  | kiesett | kiesett  |

### Női
| Versenyző       | Versenyszám | Előfutam | Előfutam | Előfutam | Elődöntő | Elődöntő | Elődöntő | Döntő   | Döntő    |
| Versenyző       | Versenyszám | Idő      | Hely.    | Össz.    | Idő      | Hely.    | Össz.    | Idő     | Helyezés |
| --------------- | ----------- | -------- | -------- | -------- | -------- | -------- | -------- | ------- | -------- |
| Takács Boglárka | 60 m        | 7,23     | 3.       | 19.      | 7,21     | 5.       | 15.      | kiesett | kiesett  |
| Kéri Bianka     | 800 m       | 2:03,95  | 5.       | 22.      | kiesett  | kiesett  | kiesett  | kiesett | kiesett  |
| Kozák Luca      | 60 m gát    | 7,98     | 2.       | 12.      | 7,95     | 3.       | 7.       | 8,01    | 8.       |
| Kerekes Gréta   | 60 m gát    | 8,06     | 5.       | 19.      | 8,12     | 6.       | 18.      | kiesett | kiesett  |

| Versenyző            | Versenyszám | Döntő    | Döntő    |
| Versenyző            | Versenyszám | Eredmény | Helyezés |
| -------------------- | ----------- | -------- | -------- |
| Bánhidi-Farkas Petra | Távolugrás  | 6,30 m   | 13.      |
| Lesti Diana          | Távolugrás  | 6,35 m   | 11.      |

| Versenyző     | Versenyszám | 60 m gát | 60 m gát | Magasugrás | Magasugrás | Súlylökés | Súlylökés | Távolugrás | Távolugrás | 800 m   | 800 m | Végeredmény | Végeredmény |
| Versenyző     | Versenyszám | Idő      | Pont     | Eredmény   | Pont       | Eredmény  | Pont      | Eredmény   | Pont       | Idő     | Pont  | Pont        | Helyezés    |
| ------------- | ----------- | -------- | -------- | ---------- | ---------- | --------- | --------- | ---------- | ---------- | ------- | ----- | ----------- | ----------- |
| Szűcs Szabina | Ötpróba     | 8,65     | 984      | 1,64 m     | 783        | 12,25 m   | 678       | 6,06 m     | 868        | 2:14,05 | 906   | 4219        | 10.         |